# Coelichneumon obscuratus
Coelichneumon obscuratus là một loài tò vò trong họ Ichneumonidae.